# 德林加手枪

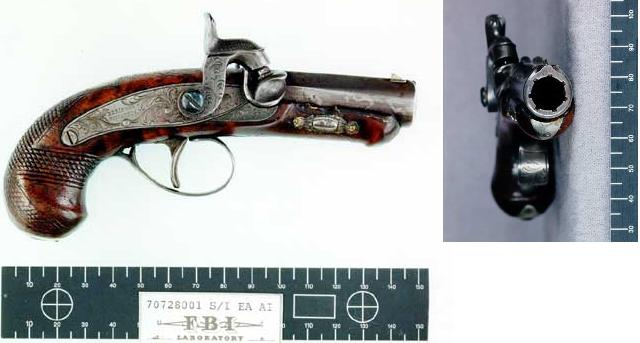
亨利·德林杰设计的原版Philadelphia Deringer是 约翰·威尔克斯·布斯用来刺杀美国第16任总统亚伯拉罕·林肯的袖珍手枪

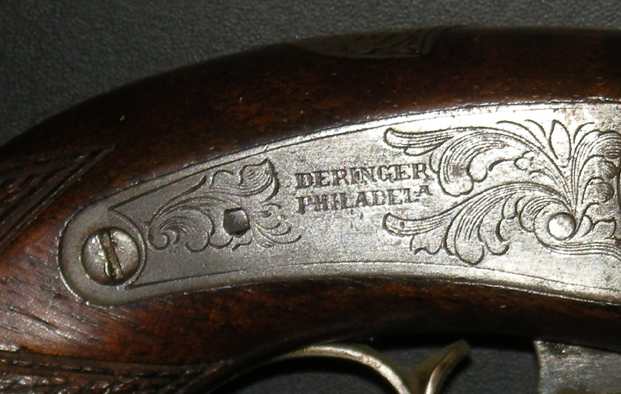
Philadelphia Deringer手枪的刻字特写

德林加手枪（掌心雷）泛指任何不是转轮式或半自动/自动式的袖珍手枪，通常使用多枪管设计。由亨利·德林杰（Henry Deringer，1786～1868）设计的1825年原版“费城德林杰”手枪（Philadelphia Deringer）是一款前装火帽单发手枪，通常使用.41口径弹药、1.5—6英寸（38—152）的线膛枪管和胡桃木加白铜枪身，总共生产了15000把。
“德林加”的称呼是后人将发明者的姓氏拼写错误后传承下来的，如今成了任何短小的“掌中枪”的代名词。德林加手枪因为没有占据空间的移动式枪机，是同等口径和枪管长度的手枪中尺寸最短小的，深受女性青睐，因为可以隐藏在手提包或丝袜中。。

## 历史

### 前身

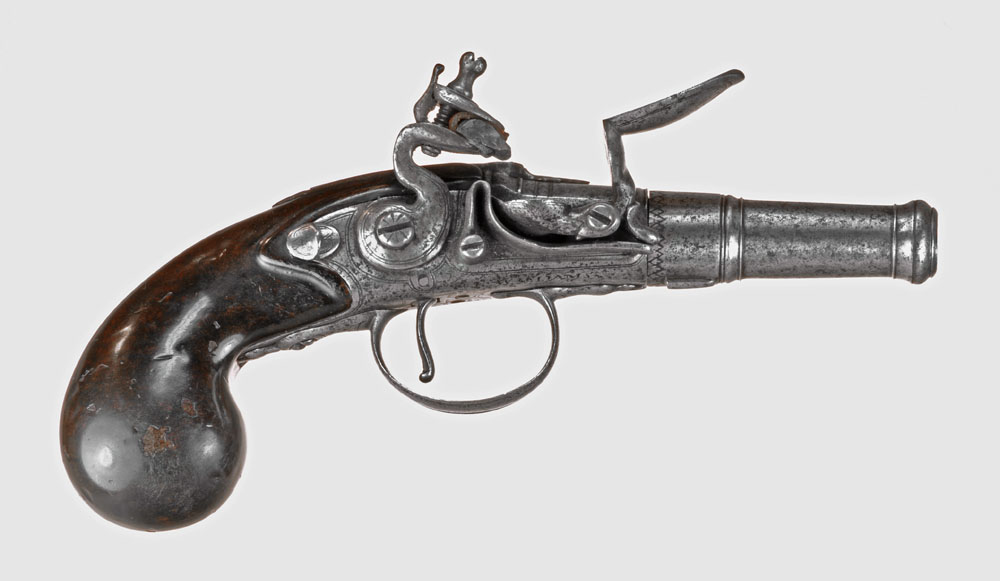
18世纪的燧发手枪是德林加手枪的前身

美国旧西部的德林加手枪的前身是18世纪后期英美旅行者藏在大衣、靴子甚至女性手笼内用来针对拦路强盗防身所用的“安妮女王”燧发枪（Queen Anne pistol） 。双管的火帽手枪（当时称为twister pistol）在摄政时代的英格兰和南北战争时期的联邦军军官中很受欢迎，并成为之后多管/转管袖珍手枪的前身。

### 费城德林杰

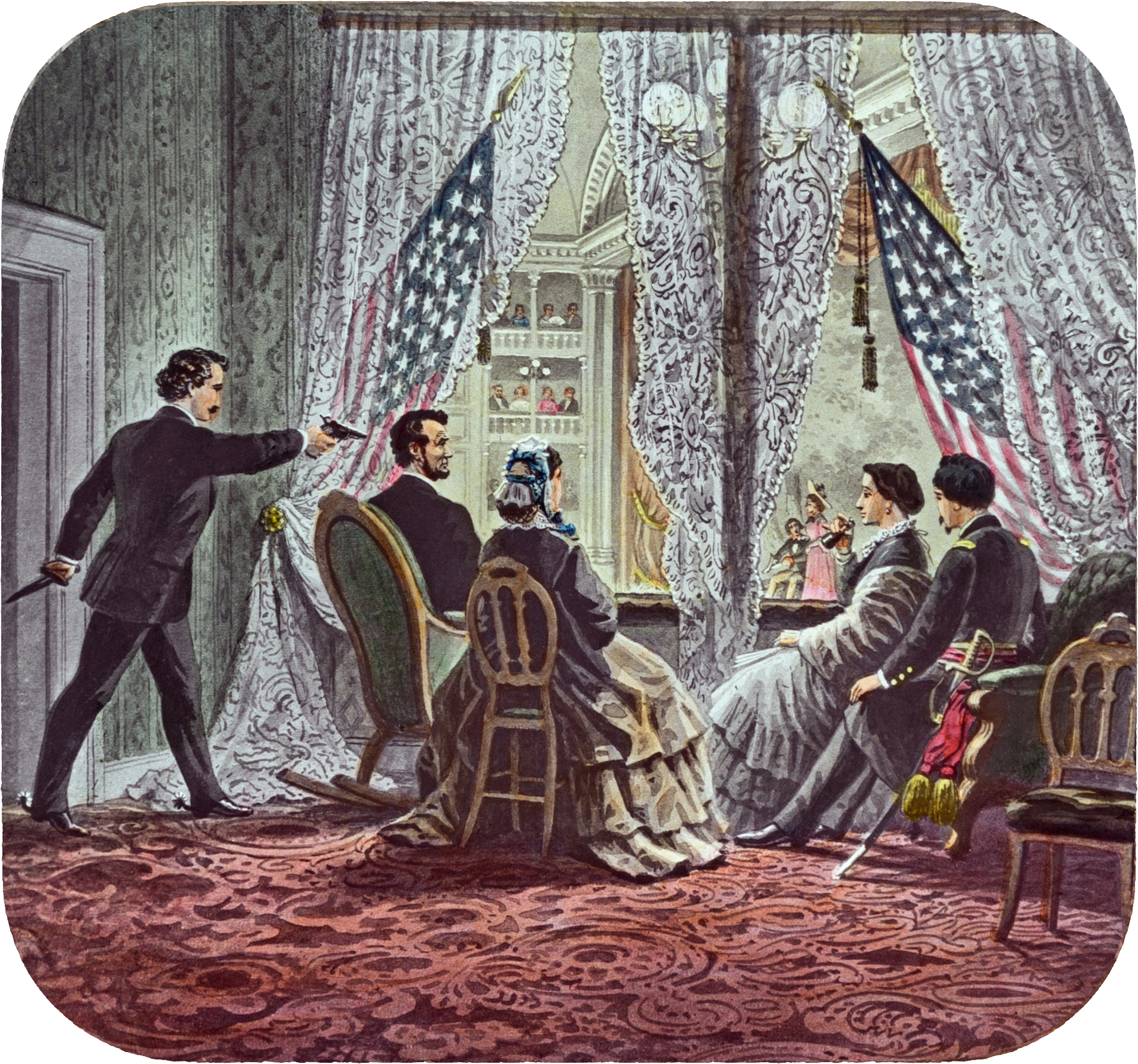
林肯遇刺案的图示

亨利·德林杰于1825年设计的原版“费城德林杰”（Philadelphia Deringer）手枪问世后大受欢迎，一直生产到1868年共15000把 ，并被大批市场竞争者仿制，甚至连枪上的刻字都被原封不动的抄袭。因为尺寸小巧加上容易获得，费城德林杰手枪成了当时赌徒打牌翻脸火并的常用武器，也是刺客进行暗杀的首选工具，其中最著名的案例就是1865年4月14日约翰·威尔克斯·布斯潜入华盛顿特区福特剧院的包厢内刺杀美国第16任总统亚伯拉罕·林肯时使用的就是一款膛线左旋的费城德林杰手枪。据说当时负责报告此事件的一个报社记者将德林杰手枪的拼写搞错，多加了一个“r”成了“德林加”（derringer），结果这个错误就被后人传承下来反倒成了此类手枪的统称。
给费城德林杰手枪装填弹药比较繁琐，通常需要空放几个火帽将枪管内的潮湿清除，以防瞎火。装弹前击锤被拉到半压扣的状态，随后枪身倒转向枪管内倒入15至25格令（1至2克）的黑火药，然后夯入一个裹了纸的铅弹丸。铅弹丸和火药之间必须尽量没有空气，否则枪会有炸膛危险。之后，新的火帽会被放在引火嘴上，而击锤因为处于半压扣位置可以防止意外走火。在射击时，使用者将击锤完全压扣，然后扣动扳机。如果出现哑火的情况，使用者可以重新压扣击锤再试射一次，或者干脆放弃而换用别枪。费城德林杰手枪主要用来在近身距离进行直觉式的指向射击，精度并没有保障，虽然大多数都装配了准星，但却不一定装有照门，许多枪干脆完全没有机械瞄具。它的生产数量和破当时纪录的模仿数量，也说明这些枪基本上都是成对销售的，来弥补单枪性能和可靠性上的不足。

### 雷明登德林加

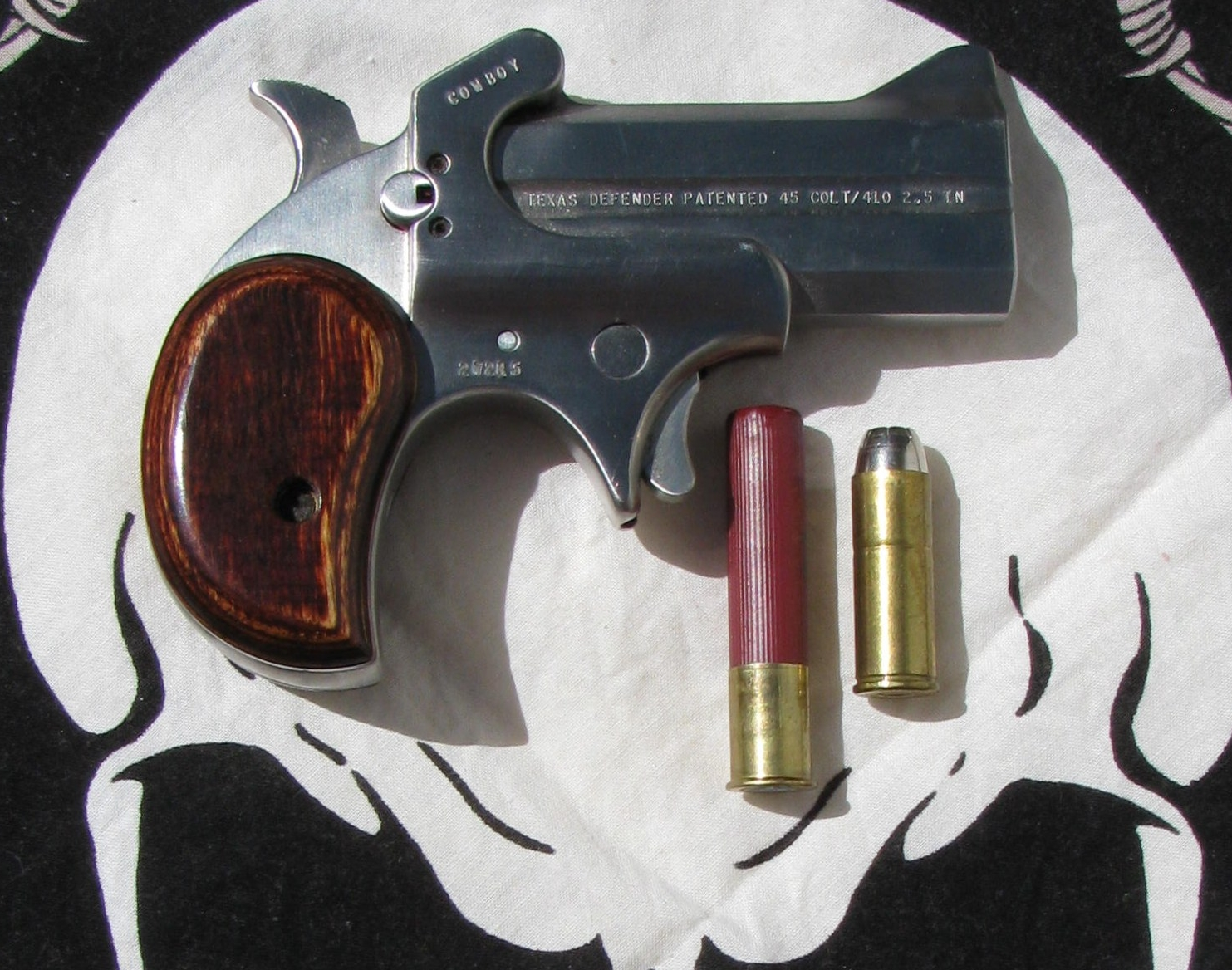
一款.45 Colt & .410口径的Bond Arms现代德林加手枪

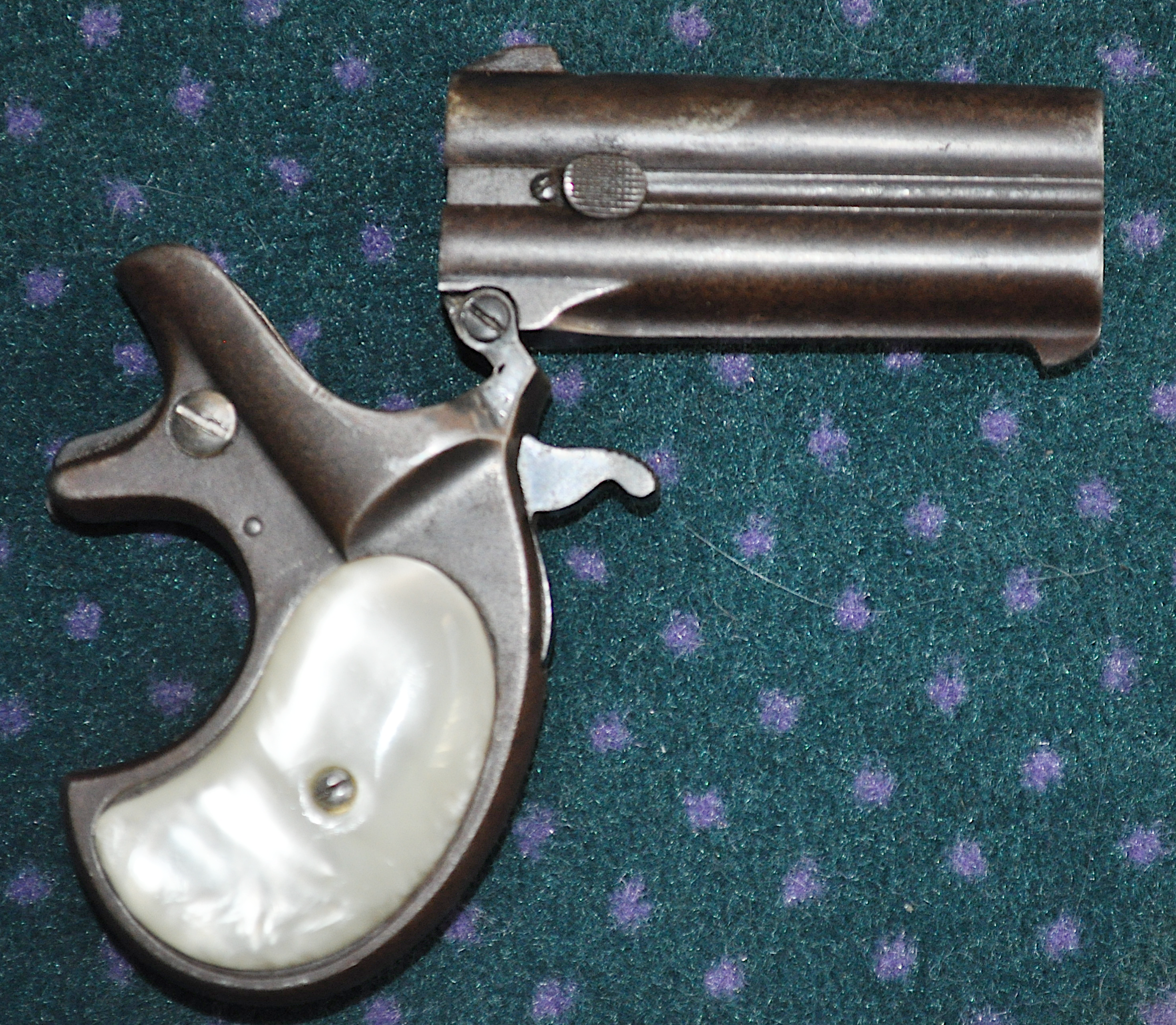
枪管折开待装的雷明登95型

雷明登武器公司在1866～1935年间生产了超过150000把雷明登95型（Remington Model 95）双管德林加手枪。与原版的费城德林杰手枪相比，雷明登的上下枪管设计在保持了尺寸短小的基础上将装弹量加大了一倍，每次装弹后可以连续射击两次。其使用的.41 Short口径凸缘底火弹药的枪口初速只有大概425英尺每秒（130每秒），慢到飞行时甚至可以被肉眼看清，但是在近距离可以轻易杀死目标。
雷明登95型推出后大受欢迎，完全盖过了其它的德林加手枪设计，以至于成了“德林加”一词的代表，在无烟火药出现后受欢迎程度仍然经久不衰。使用.38 Special的雷明登德林加手枪威力大于.25 ACP，但是尺寸却更短小。至今雷明顿德林加的设计仍然被一些小公司生产，比如American Derringer、Bond Arms和Cobra Arms等等，口径扩展到了.22 LR、.45 Long Colt和.410 bore等，在现今的复古牛仔战斗射击比赛中常常出现。

### 夏普斯胡椒盒

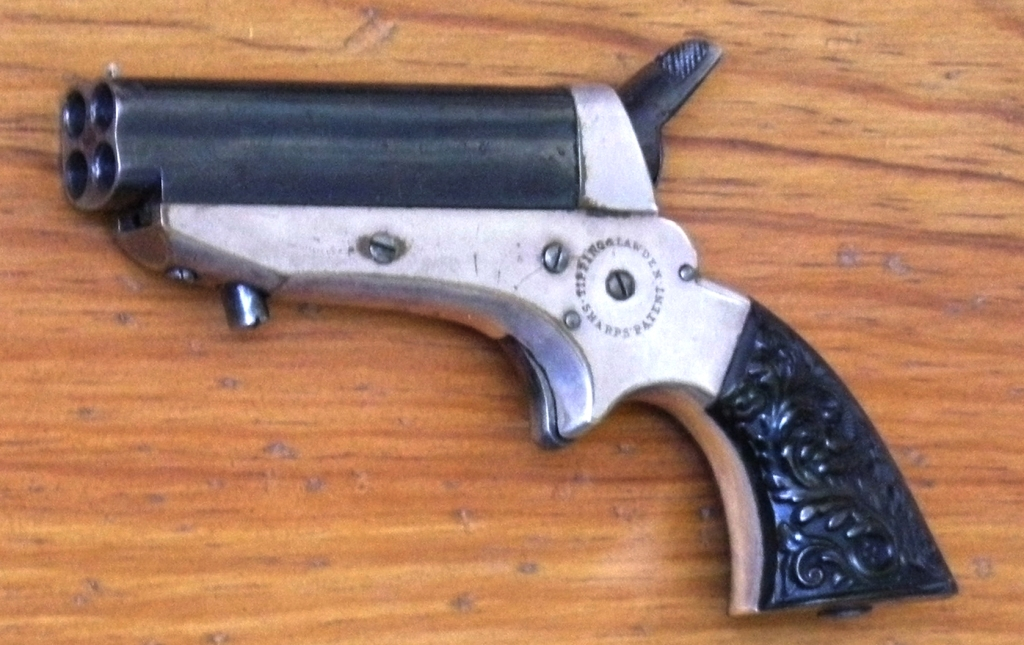
使用.22口径凸缘底火弹药的四管夏普斯胡椒盒手枪

另一种旧西部时期常见的德林加手枪是由夏普斯步枪的发明者克里斯汀·夏普斯（Christian Sharps，1810～1874）设计的夏普斯德林加手枪（Sharps Derringer），因为其独特的四枪管加旋转击针设计在外形上与厨房中装撒胡椒粉的容器相似，因此得了一个“夏普斯胡椒盒”（Sharps Pepperbox）的外号。夏普斯德林加手枪使用.22、.30和.32口径的凸缘底火弹药，装弹时四支枪管向前滑出。夏普斯在1849最早申请专利的设计存在一些不足，因此真正投入生产是在1859年夏普斯将设计改进重新申请专利之后，在夏普斯1874年去世后停产。

### 柯尔特德林加

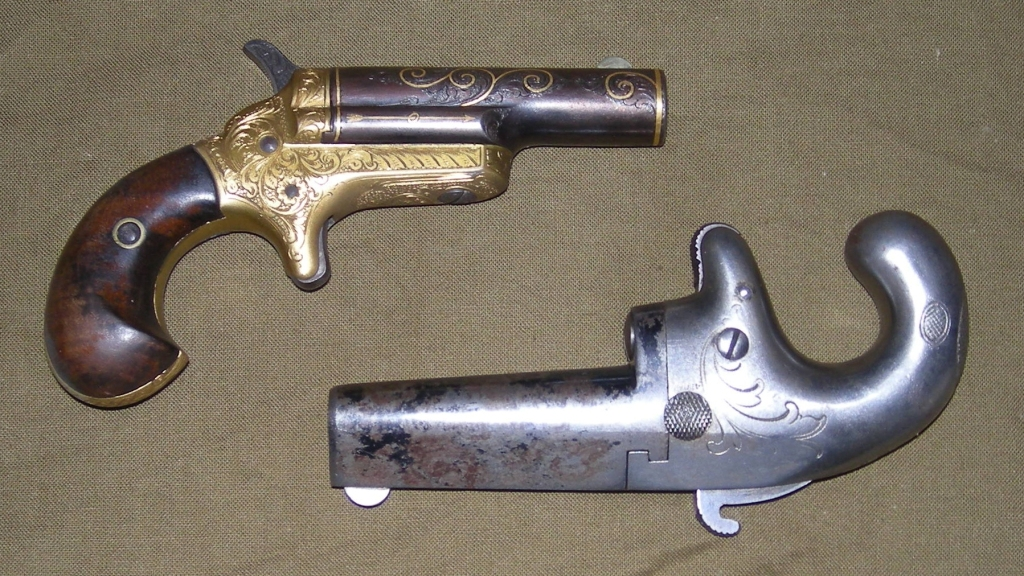
.41口径凸缘底火的柯尔特德林加手枪，左上为1型（1870～1890），右下为3型（1875～1912）

纽约枪匠丹尼尔·摩尔（Daniel Moore，1813～1901）在1861年专利注册了一款使用.38金属壳凸缘底火弹的单发德林加手枪，枪管可以像转轮手枪的弹巢一样向侧面摆出以便装弹。摩尔的原版枪生产到1865年，然后他把生意卖给了国家武器公司（National Arms Company），改成生产.41 Rimfire的单发德林加手枪。1870年国家武器公司被柯尔特制造公司收购后，柯尔特为了能够打入金属壳弹市场，继续生产摩尔的德林加手枪，但是同时也推出了三款自己品牌的柯尔特德林加（Colt Derringer）手枪型号，其中第三款一直到1912年才停产，并曾在1950年间为了拍西部片而以“第四款”的名号重新推出。

## 现代设计

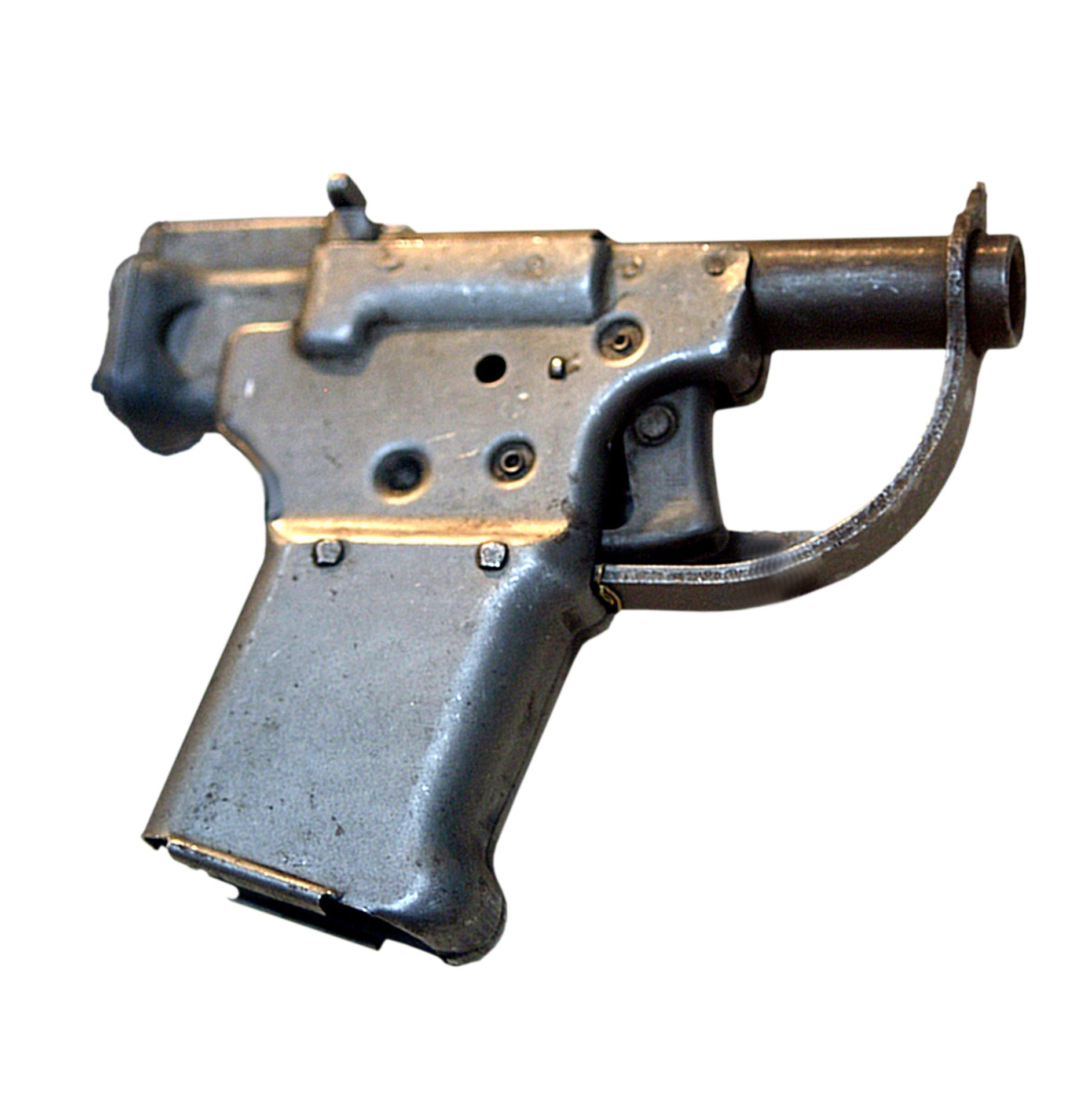
法国荣军院展示的FP-45“解放者”手枪

真正作为军用手枪成功服役的德林加手枪是.45 ACP口径的FP-45“解放者”手枪（FP-45 Liberator），在第二次世界大战时期为了武装抵抗军被空投在轴心国占领区。 FP-45是一款简陋、成本低（当时每把FP-45的成本只有2.10美元）、易于量产的单发手枪，只需要23个冲压和车削加工的部件就可以制造，手枪握把内还可以储存五发备用子弹。因为成本原因，FP-45使用滑膛枪管发射手枪弹，最大有效射程只有大概25英尺（8），实用射程通常在1—4碼（0.9—3.7），是不折不扣的廉价货，因此得了一个外号叫“伍尔沃斯手枪”（Woolworth pistol，伍尔沃斯是美国当年最大的廉价“零角零分”百货店）。
与传统的雷明登上翻枪管加单动扳机的设计不同，1962年推出的High Standard D-100是一款双动无击锤式、半扳机护圈的中折式德林加手枪，主要使用.22 LR和.22 WMR弹药。虽然D-100在1984年停产，美国德林加公司（American Derringer）在1990年从High Standard那里获得了生产权并推出了另一款.38 Special口径的版本。目前美国德林加公司的DS22和DA38型号仍在生产，并且在隐蔽手枪市场十分受欢迎。

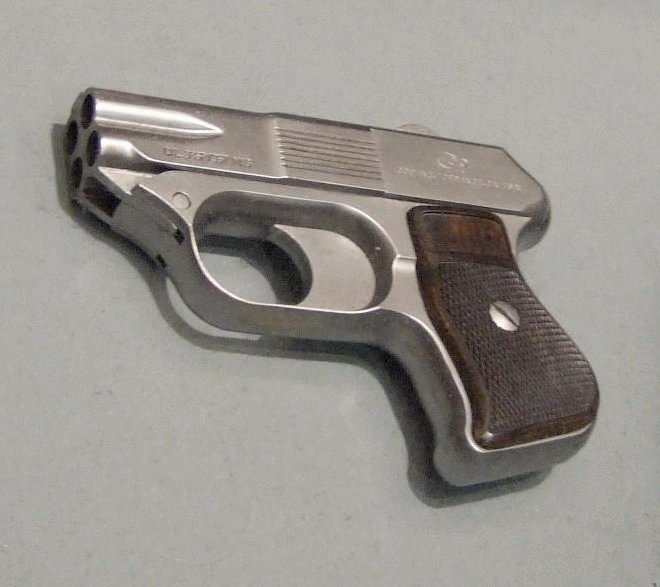
COP 357德林加手枪

COP 357德林加手枪（COP 357 Derringer）是一款.357 Magnum口径的双动无击锤式四管（2×2排列）德林加手枪，于1984年问世。COP 357的尺寸并不比.25 ACP口径的半自动手枪大多少，而且比小型转轮手枪小得多。美国德林加公司还生产另一款名叫“MINI COP”的.22 WMR口径版本。

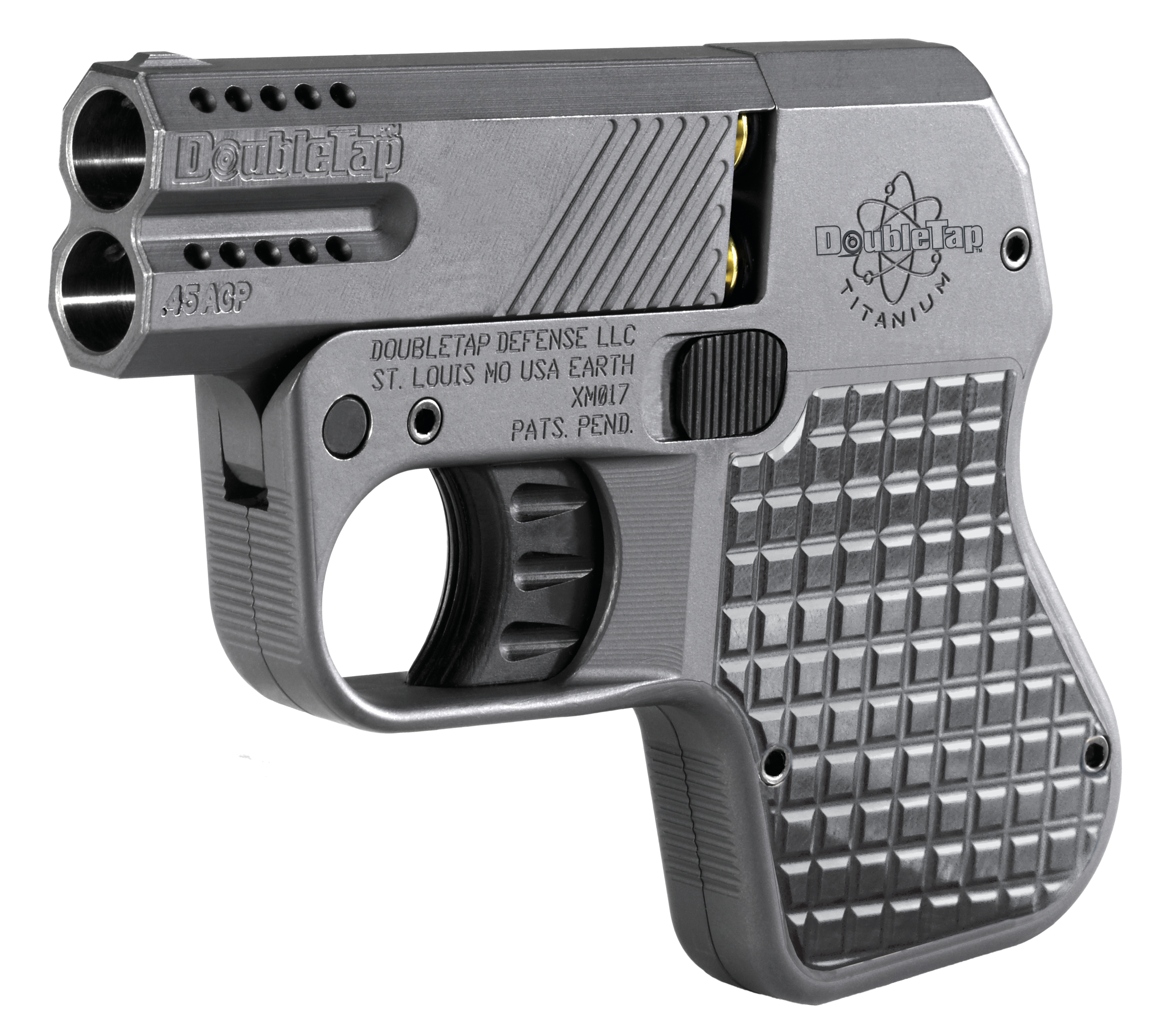
DoubleTap .45 ACP 德林加手枪

2012年问世的DoubleTap德林加手枪（DoubleTap derringer）是一款使用.45 ACP弹药的双动无击锤式双管手枪，装有铝合金/钛合金枪身和上下排列的一对不锈钢气孔式枪管，并且受“解放者”手枪的启发在握把中可以存储两发备用子弹。